# La Mort du cheval
Pour plus de détails, voir Fiche technique et Distribution.
La Mort du cheval (en albanais : Vdekja e kalit) est un film albanais de 1992 réalisé par Saimir Kumbaro, écrit par Nexhati Tafa, et avec les acteurs Timo Flloko, Rajmonda Bulku et Niko Kanxheri. Cette œuvre est connue pour être l'un des premiers films albanais à explorer de manière critique les dures réalités de la dictature communiste d'Enver Hoxha, ainsi que l'aspiration du pays à une transition démocratique. Bien qu'il s'agisse d'un film de fiction, l'histoire semble être basée sur les expériences d'un ancien général, Petrit Dume, exécuté par Hoxha.
En 2021, le film est restauré et publié en ligne. La restauration du filme a été réalisée dans le cadre d programme Une Saison de Films Classiques, une initiative de l'Association des Cinémathèques Européennes - ACE (Association des Cinémathèques Européennes) dont les Archives centrales du cinéma d'Etat (AQSHF) est l'un des membres de 2019, et avec le soutien financier du programme Creative Europe MEDIA. Le film a été restauré grâce au travail de l'expert israélien en restauration Shai Drori et du cinéaste australien Steven Kastrissios,.

## Synopsis
Le film se déroule en 1974 et suit un entraîneur de chevaux militaire respecté, Argon, dont le régiment est soupçonné d'être impliqué dans un coup d'État contre la dictature communiste d'Enver Hoxha. En représailles, le régime ordonne l'abattage des chevaux de l'armée, sous prétexte qu'ils sont malades. Agron, un officier loyal qui connaît la vérité, se porte volontaire pour abattre un magnifique étalon arabe qu'il affectionne particulièrement. Mais au lieu de le tuer, il choisit de le conduire à la campagne et de le confier à des gitans.
Le commissaire politique du haras soupçonne la situation et accuse Agron d'espionnage. Arrêté et torturé, Agron est jugé et, malgré le témoignage du commandant du haras, qui connaît les intentions malveillantes du commissaire, il est condamné à quinze ans de prison. Ses parents sont expulsés de leur appartement et exilés. Sous la pression de sa famille, sa femme enceinte demande le divorce, mais décède des suites d'un avortement clandestin.
Agron est libéré tandis que les rues sont envahies par des citoyens en liesse, célébrant la chute de la dictature. Sans famille à rejoindre, il déambule dans la ville jusqu'à ce qu'il croise par hasard l'ancien commissaire, récemment élu au Parlement. L'homme assure qu'il a fait tout son possible pour sauver Agron et qu'il fera désormais tout son possible pour l'aider. Agron le fixe avec froideur, et l'ex-commissaire s'éloigne. Agron continue seul son chemin, vers une destination inconnue.

## Distribution
- Timo Flloko : Agron
- Niko Kanxheri : commissaire Estref
- Rajmonda Bulku : l'épouse de Meri Agron